# Sweet Dreams (duo)
Pour les articles homonymes, voir Sweet Dreams.
 (avril 2020).
Sweet Dreams est un duo britannique de disco, originaire de Londres, en Angleterre, actif entre 1974 et 1977.

## Histoire
En 1974, Polly Brown, ancienne membre de Pickettywitch et chanteuse d'accompagnement de session, enregistre une reprise d'un morceau d'ABBA, Honey, Honey. Il s'agit d'une production de Ron Roker et Gerry Shury, le premier fournissant également la voix masculine sur la piste. Tony Jackson est recruté pour paraître comme le partenaire de Brown dans leurs prestations pour le single. Jackson, né à la Barbade le 17 mars 1944, est arrivé à Londres en 1965 et est aussitôt cinq ans membre du groupe de reggae, les Skatalites. Avant d'être recruté par Roker, Jackson avait travaillé dans des discothèques. Jackson et Brown chantent Honey, Honey à Top of the Pops puis enregistrent des morceaux pour faire un album We'll Be Your Music.
Honey, Honey entre dans le Top 50 britannique à la 46e place le 20 juillet 1974 puis la 10e place à la fin du mois d'août. Il est également quatorzième en Irlande. En dehors du Royaume-Uni, la version de Honey Honey de Sweet Dreams est battue par la sortie unique de l'original d'ABBA. Honey Honey de Sweet Dreams atteint la 42e place en Allemagne et la 68e aux États-Unis tandis que la version d'ABBA est no 2 en Allemagne, et no 27 aux États-Unis.
Pour accompagner Brown et Jackson dans les prestations, Roker et Shury recrutent le line-up de Love Lane, le groupe du club La Dolce Vita de Birmingham et de divers lieux comme le Tiffanys, en particulier Robert Young (né Robert Parkes ; batterie, chœur) Stuart Armstrong, (claviers, chœur) et Stephen Parkes (basse, chœur) plus le duo Kim et Kerry (guitare, chœur) qui sont John Brindley et Marie. Le groupe utilise des synthétiseurs Mellotron et Moog, ce qui est exceptionnel à l'époque et lui permet d'avoir une bande-son complète lors de leurs prestations. Sweet Dreams fait ses débuts en live en première partie des Three Degrees au théâtre de Southport. Brown joue parfois le chanteur noir de Sweet Dreams et est présenté comme Sara Leone, une référence au pays africain de la Sierra Leone.
Brown et Jackson sortent six singles qui n'ont pas de succès. Ils se font remarquer de nouveau lorsqu'ils se présentent au concours de sélection pour représenter le Royaume-Uni au Concours Eurovision de la chanson 1976 avec la chanson Love Kiss and Run, une composition de Barry Blue et Stephen Worth, qui arrive quatrième. Roker et Shury ont produit l'autre chanson présentée par Polly Brown au cours de la même soirée, Do You Believe in Love at First Sight, qui arrive dixième. Les enregistrements solo de Brown sortent dans le label GTO où Jackson a également un single As if by Magic, sorti en 1975, produit par Roker et Shury.
Jackson chante le générique du film Le Pont de Cassandra, sorti en 1976 et poursuit une carrière solo avec des reprises.

## Discographie

### Album studio
- 1976 : We'll Be Your Music (Bradley's)

### Singles
- Juillet 1974 : Honey, Honey (Bradley's)
- Janvier 1975 : The Best of Everything (Bradley's)
- Août 1975 : Let's Get into Something (Bradley's)
- Octobre 1975 : I'll Be Your Music (Bradley's)
- Mars 1976 : Love Kiss and Run (Bradley's)
- Février 1977 : Hollywood (Disco Star) (Pye)